# Rainer Cine
Rainer Cine é uma empresa brasileira produtora de filmes independentes criada em 2010, em Porto Alegre. Os sócios são o diretor, roteirista e produtor Fabiano de Souza e o produtor e montador Milton do Prado. 
Entre os filmes produzidos está A última estrada da praia (2010), longa-metragem inspirado no livro O Louco do Cati, de Dyonelio Machado.

## Filmografia
- Nós duas descendo a Escada (2015)
- Ocidentes (2014)
- Os filmes estão vivos (2013)
- A última estrada da praia (2010)

## Prêmios
- A última estrada da praia (2010): Melhor Direção, Melhor Ator (Rafael Sieg), Melhor Atriz (Miriã Possani), Melhor Som e Melhor Arte no 4º Festival de Cinema de Triunfo de 2011; Melhor Direção no 1º Festival Lume de Cinema;
- Nós duas descendo a escada (2015): Melhor Filme de Longa-metragem pelo Júri Popular no CLOSE - Festival de Cinema da Diversidade Sexual;
- Os filmes estão vivos (2013): Prêmio Especial do Júri no Festival de Cinema de Gramado